# John Turnbull (acteur)
Pour les articles homonymes, voir John Turnbull (homonymie) et Turnbull.
John Turnbull, né le 5 novembre 1880 à Dunbar (Écosse) et mort le 23 février 1956 à Londres (Angleterre), est un acteur britannique.

## Filmographie

### Cinéma
- 1920 : The Amazing Quest of Mr. Ernest Bliss d'Henry Edwards : Willie Mott
- 1930 : Tons of Money de Tom Walls : Sprules
- 1931 : Rodney Steps In, court métrage de Guy Newall : Inspecteur
- 1931 : 77 Park Lane d'Albert de Courville : Superintendant
- 1931 : The Man at Six d'Harry Hughes : Inspecteur Dawford
- 1931 : The Wickham Mystery de G.B. Samuelson : Howard Clayton
- 1931 : Keepers of Youth de Thomas Bentley : Gordon Duff
- 1932 : Murder on the Second Floor de William C. McGann : Inspecteur
- 1932 : Lloyd of the C.I.D. d'Henry MacRae et Ray Taylor : Superindendant Barclay, Scotland Yard
- 1932 : A Voice Said Goodnight, court métrage de William C. McGann : Inspecteur Lavory
- 1932 : The Midshipmaid d'Albert de Courville : Officier
- 1933 : The Iron Stair de Leslie S. Hiscott : Major Gordon
- 1933 : Puppets of Fate de George A. Cooper : Superintendant Desabine
- 1933 : The Shadow de George A. Cooper : Détective Inspecteur Carr
- 1933 : La Vie privée d'Henry VIII (The Private Life of Henry VIII) d'Alexander Korda : Hans Holbein (non crédité)
- 1933 : Too Many Wives de George King :  (non crédité)
- 1933 : The Umbrella de Redd Davis : Gouverneur
- 1933 : The Medicine Man de Redd Davis : Inspecteur de police
- 1933 : The Man Outside (en) de George A. Cooper : Inspecteur Jukes
- 1933 : Matinee Idol de George King : Inspecteur North
- 1933 : Ask Beccles de Redd Davis : Inspecteur Daniels
- 1934 : Tangled Evidence de George A. Cooper : Moore
- 1934 : It's a Cop de Maclean Rogers : Inspecteur Gray
- 1934 : Warn London de T. Hayes Hunter : Inspecteur Frayne
- 1934 : Passing Shadows de Leslie S. Hiscott : Inspecteur Goodall
- 1934 : The Girl in the Flat de Redd Davis : Inspecteur Grice
- 1934 : Music Hall de John Baxter : Collins
- 1934 : What Happened to Harkness? de Milton Rosmer : Inspecteur Marlow
- 1934 : Lord Edgware Dies d'Henry Edwards : Inspecteur Japp
- 1934 : The Lady Is Willing de Gilbert Miller : Butler
- 1934 : Badger's Green d'Adrian Brunel : Thomas Butler
- 1934 : The Case for the Crown de George A. Cooper : Professeur Lawrence
- 1934 : Le Mouron rouge (The Scarlet Pimpernel) d'Harold Young : Jellyband
- 1934 : The Black Abbot de George A. Cooper : Inspecteur Lockwood
- 1935 : The Lad d'Henry Edwards : Inspecteur Martin
- 1935 : Radio Pirates d'Ivar Campbell
- 1935 : A Real Bloke de John Baxter :  (non crédité)
- 1935 : Les 39 Marches (The 39 Steps) d'Alfred Hitchcock : Inspecteur de police écossais (non crédité)
- 1935 : The Night of the Party de Michael Powell : Inspecteur Ramage
- 1935 : The Passing of the Third Floor Back de Berthold Viertel : Major Tomkin
- 1935 : Line Engaged de Bernard Mainwaring : Superintendant Harrison
- 1935 : The Black Mask de Ralph Ince : Inspecteur Murray
- 1935 : Sexton Blake and the Bearded Doctor de George A. Cooper : Inspecteur Donnell
- 1935 : Once in a New Moon d'Anthony Kimmins : Capitaine Crump
- 1935 : Music Hath Charms, film collectif supervisé par Thomas Bentley : (non crédité)
- 1936 : Soft Lights and Sweet Music d'Herbert Smith : Directeur de l'usine de gramophone (non crédité)
- 1936 : Marie Tudor (Tudor Rose) de Robert Stevenson : Arundel (non crédité)
- 1936 : The Amazing Quest of Ernest Bliss d'Alfred Zeisler : Masters
- 1936 : Where There's a Will (film, 1936) (en)  de William Beaudine : Détective Collins
- 1936 : The Limping Man de Walter Summers : Inspecteur Potts
- 1936 : His Lordship d'Herbert Mason : Stevenson
- 1936 : Rembrandt d'Alexander Korda : Ministre
- 1936 : La Conquête de l'air (Conquest of the Air) d'Alexander Esway, Zoltan Korda, John Monk Saunders, Alexander Shaw et Donald Taylor : Von Zeppelin
- 1936 : Shipmates d'Oswald Mitchell : Capitaine Roberts
- 1936 : Hearts of Humanity (en) de John Baxter (non crédité)
- 1937 : Make-Up d'Alfred Zeisler : Karo
- 1937 : Silver Blaze de Thomas Bentley : Inspecteur Lestrade
- 1937 : The Song of the Road de John Baxter : Bristow
- 1937 : Saturday Night Revue de Norman Lee (non crédité)
- 1937 : Death Croons the Blues de David MacDonald
- 1937 : The Angelus (en) de Thomas Bentley (non crédité)
- 1937 : Talking Feet de John Baxter : Lord Mayor (non crédité)
- 1937 : It's a Grand Old World d'Herbert Smith : Commissaire-priseur
- 1938 : Star of the Circus d'Albert de Courville : Tenzler
- 1938 : Terreur des morts vivants (The Terror) de Richard Bird : Superintendant Hallick
- 1938 : L'Étrange pensionnaire (Strange Boarders) d'Herbert Mason (non crédité)
- 1938 : Stepping Toes de John Baxter : Représentant
- 1938 : Night Alone de Thomas Bentley : Superintendant
- 1939 : Dead Men Are Dangerous d'Harold French : Inspecteur Roberts
- 1939 : Inspector Hornleigh on Holiday de Walter Forde : Chef Constable
- 1940 : Return to Yesterday de Robert Stevenson : Chef de gare
- 1940 : Spies of the Air de David MacDonald : Sir Andrew Hamilton
- 1940 : Three Silent Men de Thomas Bentley : Inspecteur Gill
- 1940 : Un drôle de flic (Spare a Copper) de John Paddy Carstairs : Inspecteur Richards
- 1941 : Old Mother Riley's Circus de Thomas Bentley : Directeur de cinéma
- 1941 : The Common Touch de John Baxter : Un père au match de cricket de l'école (non crédité)
- 1942 : Hard Steel de Norman Walker : Mr Rowlandson
- 1943 : There's a Future in It, court métrage de Leslie Fenton : Père
- 1943 : The Shipbuilders de John Baxter : Baird
- 1944 : L'Homme fatal (Fanny by Gaslight) d'Anthony Asquith : Magistrat (non crédité)
- 1944 : Don't Take It to Heart de Jeffrey Dell : Sergent de police
- 1945 : A Place of One's Own de Bernard Knowles : Sir Roland Jervis
- 1947 : The Hangman Waits d'A. Barr-Smith : Inspecteur
- 1947 : So Well Remembered d'Edward Dmytryk : Morris
- 1948 : Daybreak de Compton Bennett : Superintendant
- 1949 : The Man from Yesterday d'Oswald Mitchell : Juge
- 1950 : Cette sacrée jeunesse (The Happiest Days of Your Life) de Frank Launder : Conrad Matthews

### Télévision
- 1938 : Julius Caesar, téléfilm de Dallas Bower : Decius Brutus / Messala
- 1938 : Laburnum Grove, téléfilm : Inspecteur Stack
- 1938 : Libel!, téléfilm
- 1938 : London Wall, téléfilm : Mr Walker
- 1939 : Middle-Class Murder, téléfilm : Mr West
- 1939 : The Tempest, téléfilm de Dallas Bower : Gonzalo
- 1939 : The Little Father of the Wilderness, téléfilm: Chevalier de Frontenac